# Нюмылга
Нюмылга — река в России, протекает по территории Троицко-Печорского района Республики Коми. Устье реки находится в 26 км по левому берегу реки Северная Мылва. Длина реки составляет 80 км.

## Этимология
Название реки восходит к устаревшему корню языка коми нёма или нимол «заяц», -ль – суффикс прилагательного, кы «река» и означает «Заячья река».

## География
Исток реки в болотах в 8 км к югу от посёлка Нижняя Омра. Река течёт на юго-восток, затем поворачивает на восток. Всё течение проходит по ненаселённому, заболоченному таёжному лесу. Русло извилистое, в низовьях образует старицы. Впадает в Северную Мылву в 3 км к северо-западу от деревни Белый Бор.

## Притоки
- 27 км: река Ыджид-Ловпуаёль (лв)
- 32 км: река Лунвож (пр)
- 52 км: река Нюмылгавож (пр)

## Данные водного реестра
По данным государственного водного реестра России относится к Двинско-Печорскому бассейновому округу, водохозяйственный участок реки — Печора от истока до водомерного поста у посёлка Шердино, речной подбассейн реки — Бассейны притоков Печоры до впадения Усы. Речной бассейн реки — Печора.
Код объекта в государственном водном реестре — 03050100112103000060061.